# Oecetis selene
Oecetis selene is een schietmot uit de familie Leptoceridae. De soort komt voor in het Afrotropisch gebied.